# NGC 7084
NGC 7084 is een niet-bestaand object in het sterrenbeeld Pegasus. Het hemelobject werd op 11 oktober 1825 ontdekt door de Britse astronoom John Herschel.